# Reichmannsdorf (Schlüsselfeld)

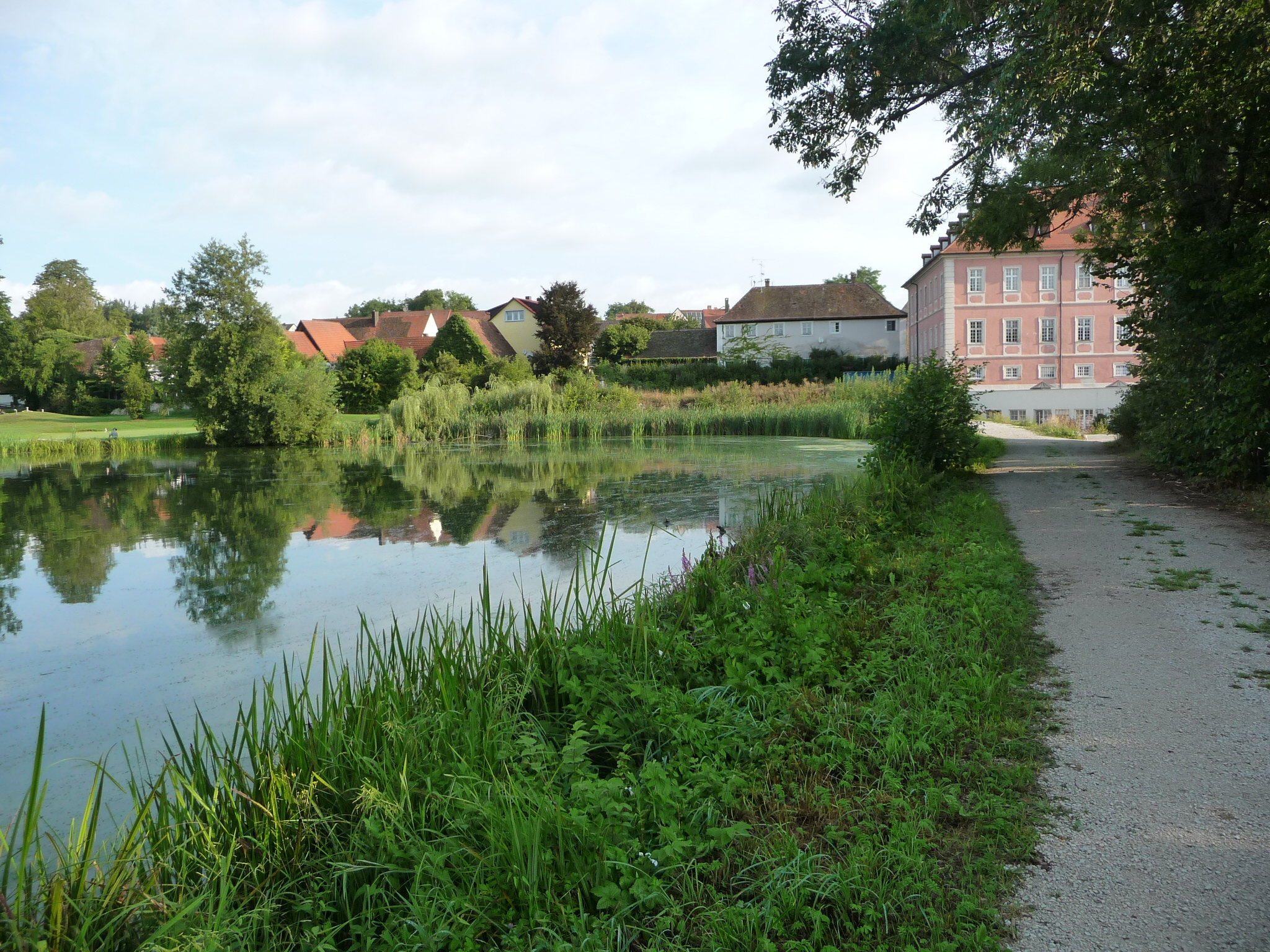
Dorfsee mit Schloss

Reichmannsdorf (fränkisch: Reingsdäff) ist ein Gemeindeteil der Stadt Schlüsselfeld im Landkreis Bamberg (Oberfranken). Die Gemarkung Reichmannsdorf hat eine Fläche von 6,841 km². Sie ist in 882 Flurstücke aufgeteilt, die eine durchschnittliche Flurstücksfläche von 7756,37 m² haben. In ihr liegen neben dem namensgebenden Ort die Gemeindeteile Fallmeisterei und Hopfenmühle.

## Lage
Durch das Pfarrdorf Reichmannsdorf führt die Staatsstraße 2262. Der Steigerwald umgibt den Ort. Durch den Ort fließt der Allbach.

## Geschichte
Der Ort wurde schon 1303 als „Richalsdorf“ bezeichnet. Nach unterschiedlichen Grundherrschaftsverhältnissen kaufte Wolf Philipp von Schrottenberg gegen Ende des 17. Jahrhunderts einen großen Teil der Gemeindeflur.
Von 1790 bis 1867 bestand eine Porzellanmanufaktur, die von dem Thüringer Porzellanmaler Gottlieb Ehregott Gottbrecht mit Unterstützung der Familie von Schrottenberg gegründet worden war. Das Stadtmuseum Schlüsselfeld zeigt eine Ausstellung über die Geschichte der Manufaktur.

### Jüdische Gemeinde Reichmannsdorf

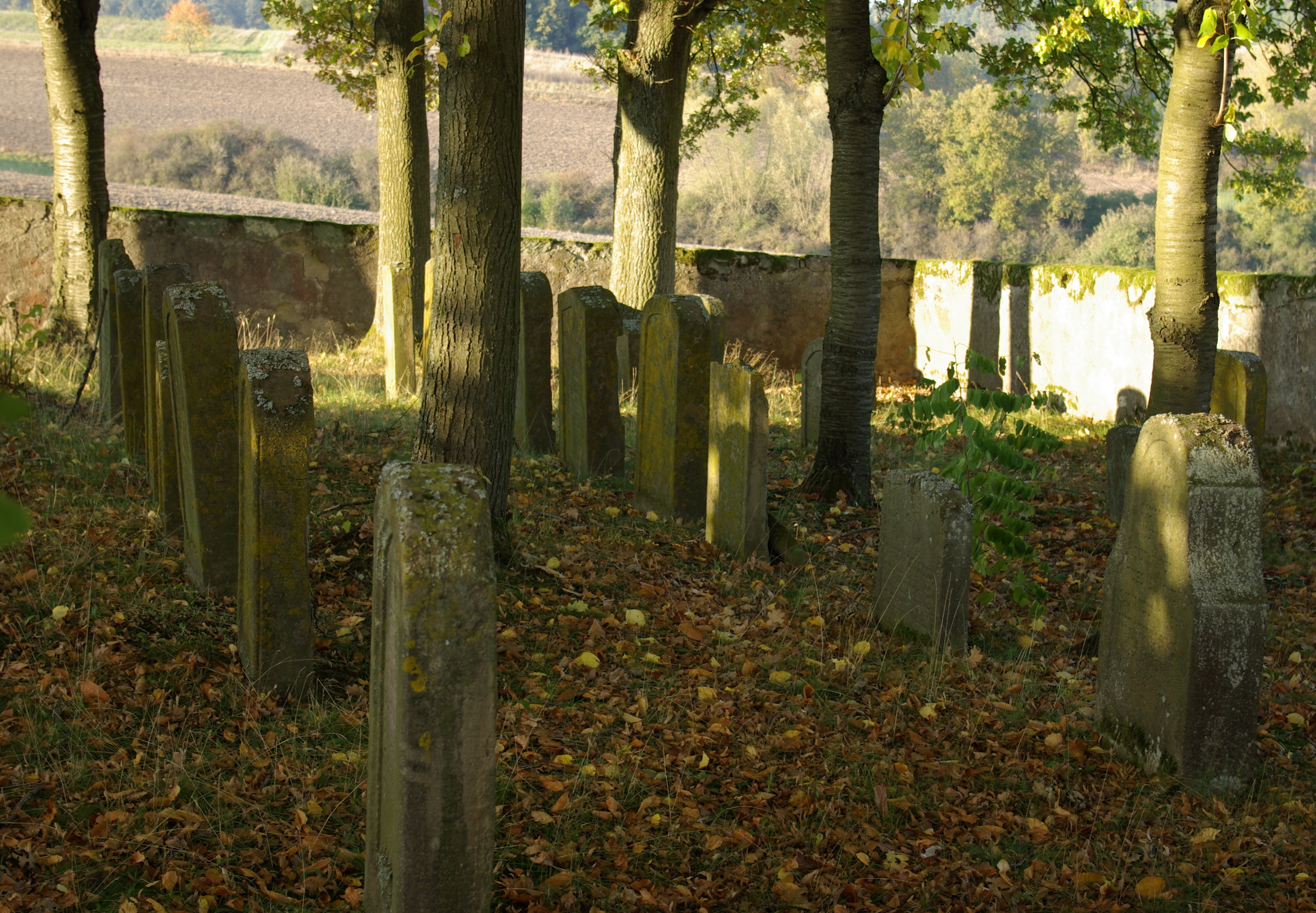
Judenfriedhof

Die jüdische Gemeinde Reichmannsdorf ist seit dem 18. Jahrhundert nachweisbar und bestand bis 1907, als die letzten jüdischen Einwohner der Gemeinde Burgebrach zugeteilt wurden. Die Synagoge, wahrscheinlich um 1700 erbaut, wurde 1926 als Wohnhaus umgebaut. Die Juden legten 1840 einen eigenen Friedhof an, auf dem noch etwa 30 Gräber vorhanden sind. Vor 1840 wurden die Juden aus Reichmannsdorf auf dem jüdischen Friedhof in Mühlhausen bestattet.

## Kultur und Sehenswürdigkeiten

### Pfarrkirche

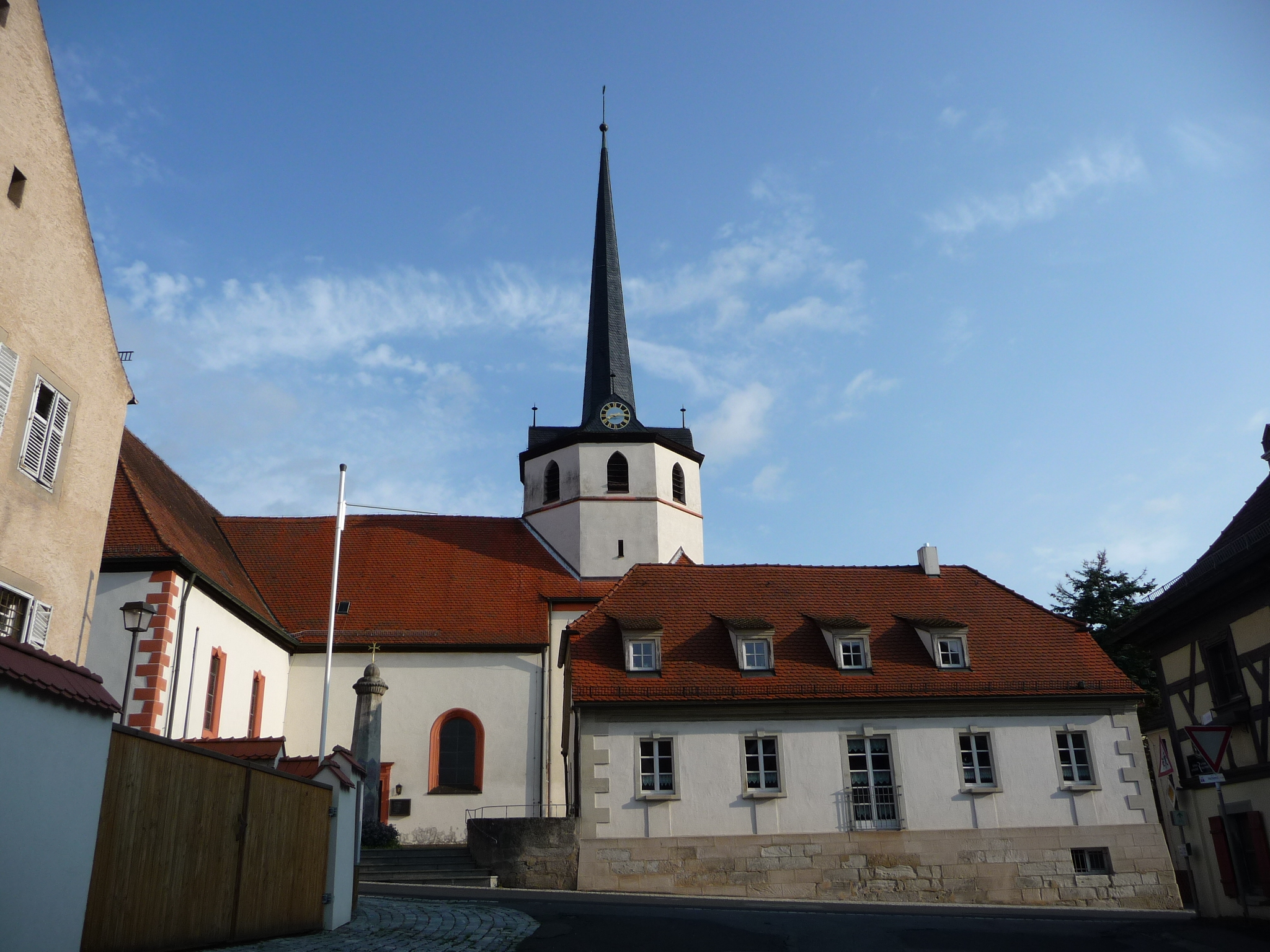
Pfarrkirche St. Sebastian

Die katholische Pfarrkirche steht unter dem Patronat des Heiligen Sebastian. Sie wurde im 15. Jahrhundert erbaut, im Dreißigjährigen Krieg vernichtet, 1664 erneuert und 1921 durch den Architekten Fritz Fuchsenberger umgebaut und ausgestattet. Dabei wurde die 1664 erneuerte Kirche zum Querschiff des Gotteshauses. Decke und Empore zieren Blumen und bäuerliche Motive.

### Schloss

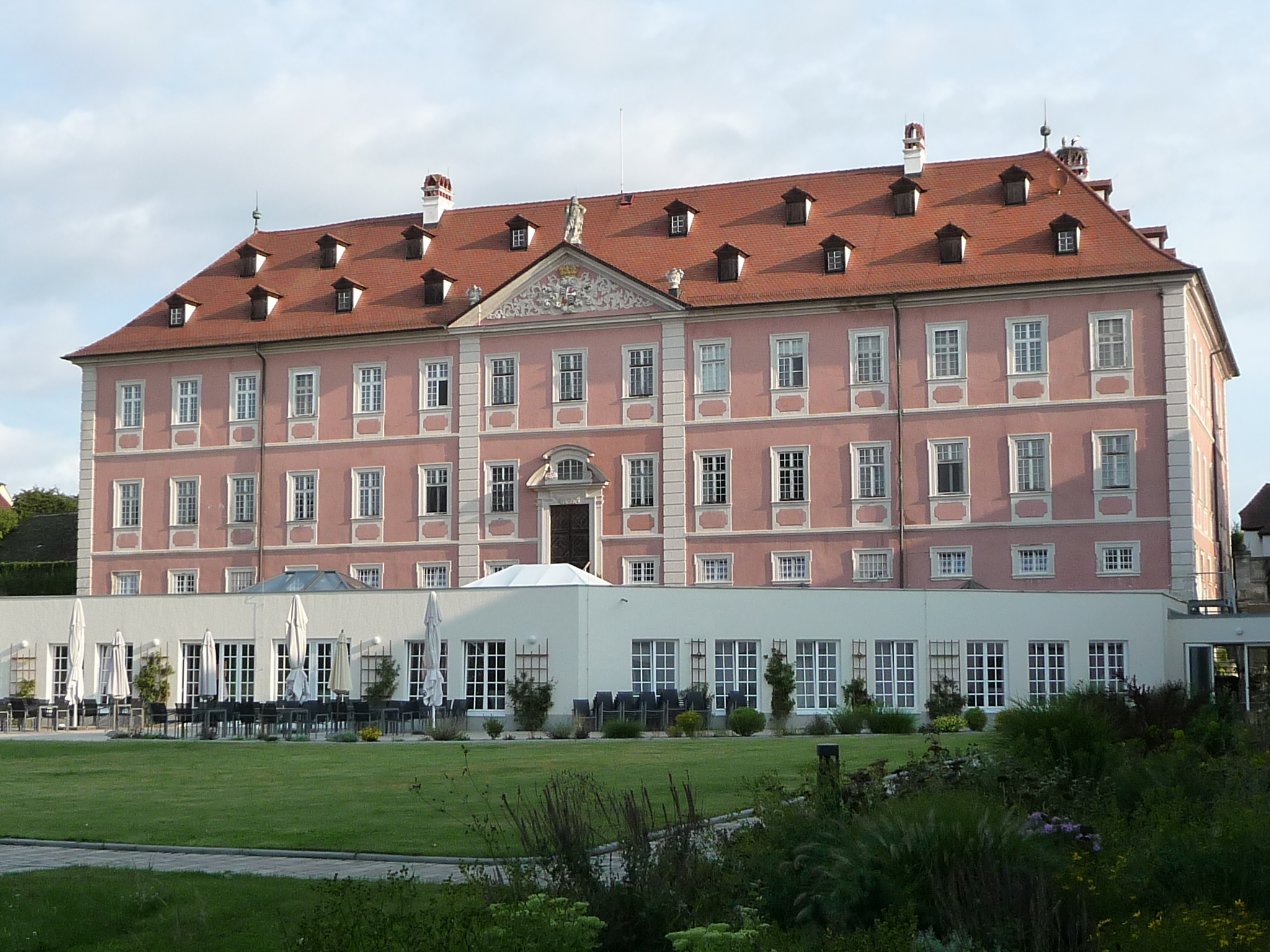
Schloss Reichmannsdorf

An der Stelle eines 1642 durch einen Brand vernichteten Truchsess-Schlosses erbaute Johann Dientzenhofer zwischen 1714 und 1719 nach Plänen seines Bruders Leonhard für Wolf Philipp von Schrottenberg ein Schloss als Dreiflügelanlage über einem künstlich angelegten See, mit einer reich verzierten Schauseite, hohem, mansardenunterteiltem Dach und einem mächtigen Wappengiebel. Die Stuckaturen im Treppenhaus stammen von Johann Christian Beuntner, die Gemälde von Johann Jakob Gebhard. Das Schloss beherbergt seit 2011 ein Hotel.

## Sport

### Golf

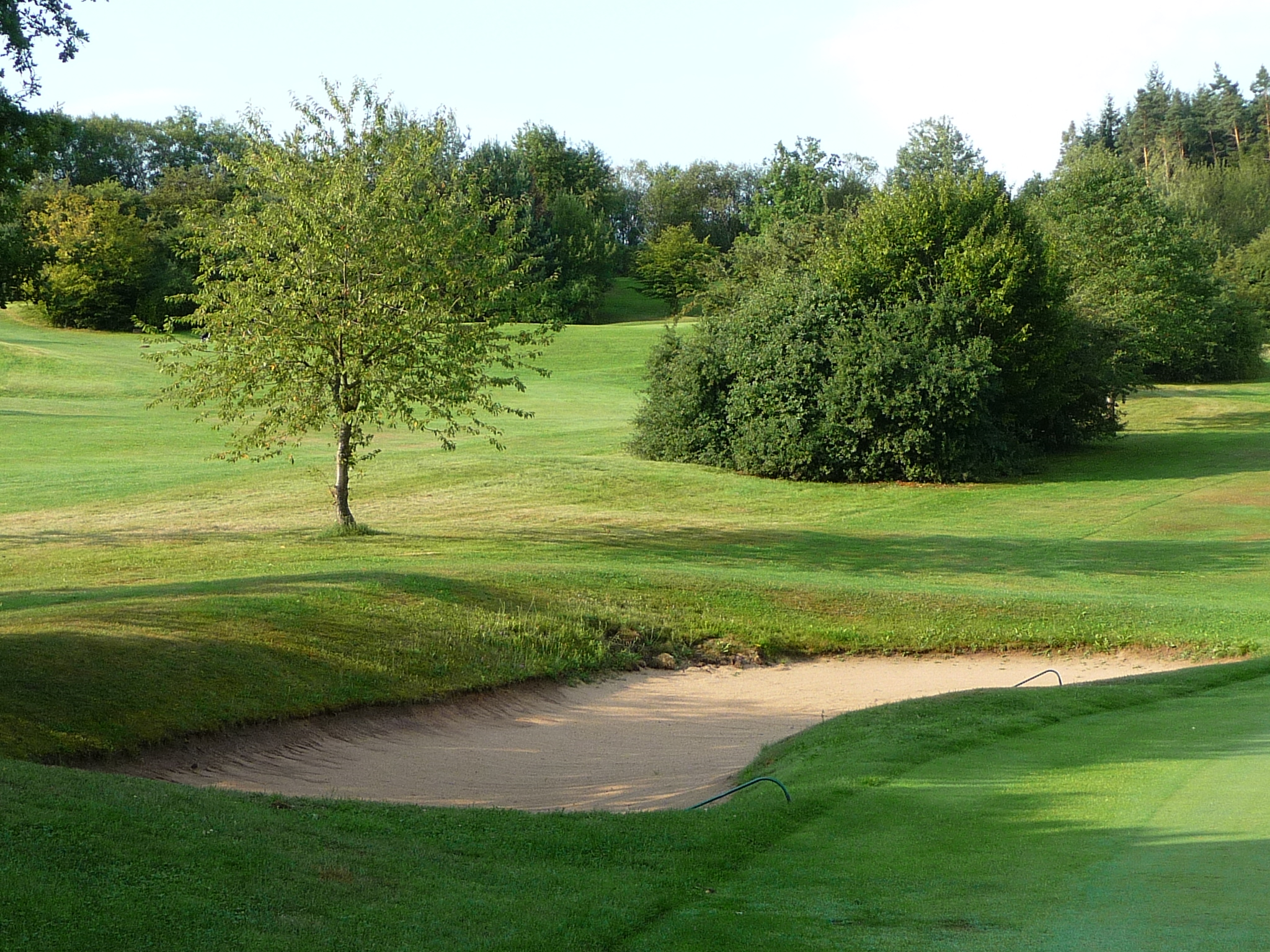
Golfplatz

Um das Schloss wurde 1991 ein 18-Loch-Golfplatz angelegt, der von der Schloss Reichmannsdorf Golf Betriebs GmbH betrieben wird.

### Fußball
Sportlich organisiert sind die Bewohner von Reichmannsdorf im SC Reichmannsdorf, einem Sportclub mit mehr als 500 Mitgliedern. Die 1. Fußballmannschaft SC Reichmannsdorf spielt in der Kreisliga Bamberg.